# 索爾茲伯里 (康乃狄克州)
索爾斯伯里（英語：Salisbury）是一個位於美國康乃狄克州利奇菲爾德縣的城鎮。

## 地理
索爾斯伯里的座標為41°59′06″N 73°25′20″W / 41.98500°N 73.42222°W，而該地的平均海拔高度為213米（即699英尺）。

## 人口
根據2010年美國人口普查的數據，索爾斯伯里的面積為155.70平方千米，當中陸地面積為148.60平方千米，而水域面積為7.10平方千米。當地共有人口3,741人，而人口密度為每平方千米24人。